# Bälinge kyrka, Västergötland
Bälinge kyrka är en kyrkobyggnad som ligger i Bälinge några kilometer nordöst om Alingsås. Den tillhör Alingsås församling i Skara stift. 

## Kyrkobyggnaden
Det är en salkyrka uppförd i sten med putsad vit fasad, försedd med ett litet gaveltorn. Byggnaden har medeltida ursprung och är till sina äldsta delar (långhusets murar) troligen uppförd under 1200-talet. Senare ombyggnad och tillbyggnad under 1500-talet och 1600-talet (två årtal som finns inskurna är 1519 och 1685) försåg kyrkan med ett fullbrett och rakt avslutat kor, läktare, altarring (1684), sakristia (1699), litet vapenhus och gaveltorn (omkring 1700). Ursprungligen hade kyrkan inga fönster på norra sidan och en port i söder. Fönstren som idag finns åt norr tillkom troligen under senare hälften av 1800-talet. Omkring 1700 tillkom en port i väster och porten i söder murades troligen igen kring samma tid. Långhus och kor har sadeltak i enkupigt tegel. Även sakristians tak är i enkupigt tegel. Gaveltornets tak är täckt med sågade spån. Vapenhuset har svart plåttak.
På 1700-talet dekorerades läktarbröstet med figurmålningar. En större restaurering av interiören utfördes 1947 efter ritningar av Ärland Noreen med bland annat ny bänkinredning, borttagande av korbänkar, omdaning av koret och framtagande av mer ursprungligt innertak samt indragning av elektricitet för att värma upp kyrkan.

## Inventarier

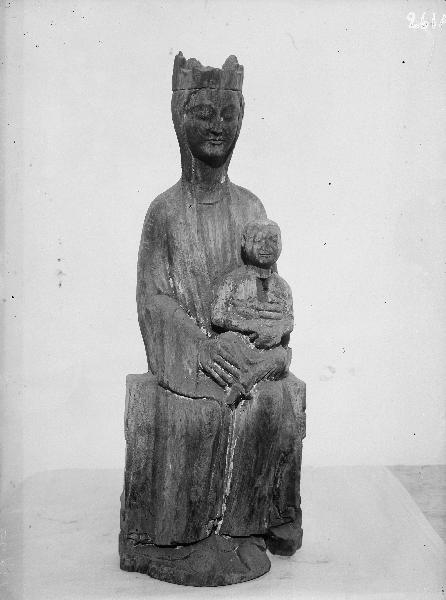
Madonnaskulpturen.

- Madonnaskulptur från omkring 1275 utförd i ek. Höjd 88 cm. Träet har dålig kvalitet och det finns vittringar på flera ställen. Kristusbarnets huvud är utbytt mot ett i gips. Vissa färgfragment finns kvar. Verket förvarades tidigare på Alingsås museum men har återbördats till kyrkan.[1]
- Dopfunten är från 1200-talet.
- En romansk Kristusfigur sattes upp på ett nytt kors på norrväggen.
- År 1691 skänktes en altaruppsats till kyrkan, snidad av Anders Ekeberg. Den ersattes under 1800-talet av en altarpredikstol. I samband med att interiören restaurerades 1908 återbördades altaruppsatsen till kyrkan.
- En ny predikstol utförd i imitation av 1600-talets stil har anskaffats och försetts med ljudtak. Under ljudtaket hängdes en figurin i form av duva bevarad från 1600-talet.

### Klockor
Lillklockan är av romansk 1200-talstyp med två skriftband. Den har en kort inskrift med bara fem bokstäver och några kors: SVS+E+I+ 

## Orglar
Huvudinstrument är en digitalorgel. Läktarorgeln, tillverkad 1960 av A. Magnusson Orgelbyggeri AB, används inte. Den har fem stämmor fördelade på manual och pedal och pipverket står bakom träluckor.
Disposition (läktarorgeln):